# ジャーメル・チャーロ 対 ブライアン・カスターニョ戦
ジャーメル・チャーロ 対 ブライアン・カスターニョ戦（ジャーメル・チャーロ たい ブライアン・カスターニョせん）は、2021年7月17日、アメリカ合衆国テキサス州サンアントニオのAT&Tセンターで開催されたプロボクシングの試合。WBA・WBC・IBF世界スーパーウェルター級王者のチャーロとWBO世界スーパーウェルター級王者のカスターニョが行う4団体王座統一戦。通算で5回目となる4団体統一戦となり、スーパーウェルター級では初めてとなる4団体王座統一戦となった。

## 試合成立まで
2020年9月26日、コネチカット州のモヒガン・サン・カジノでWBAスーパー・IBF世界スーパーウェルター級王者ジェイソン・ロサリオと対戦し、8回21秒KO勝ちを収めWBC王座の初防衛に成功、WBAスーパー王座とIBF王座に空位だったリングマガジン王座を獲得した。二部構成の興行として行われ、第一部のメインイベントに双子の兄・ジャーモールが出場し、第二部のメインイベントにジャーメルが出場した。
2021年2月13日、カリフォルニア州インディオのファンタジー・スプリングス・カジノでWBO世界スーパーウェルター級王者パトリック・テシェイラと対戦し、カスターニョが12回3-0（119-109、120-108、117-111）判定勝ちを収め王座獲得に成功した。この試合でカスターニョは106,750ドル（約1120万円）、テシェイラは12万5000ドル（約1310万円）のファイトマネーを稼いだ。
2021年4月15日、Showtimeは5月から9月にかけての放送スケジュールを発表しチャーロvsカスターニョ戦を7月17日に開催することを発表、6月16日には7月17日の試合会場がプレミア・ボクシング・チャンピオンズとして6年振りの進出となるAT&Tセンターになることが発表された。
2021年7月16日、前日計量が行われチャーロが153ポンドでカスターニョが153ポンド1/4で一発で計量をパスした。
2021年7月17日、AT&Tセンターで行われたWBA・WBC・IBF・WBO世界スーパーウェルター級王座統一戦に於いて、12回1-1(114-113カスターニョ、117-111チャーロ、114-114)の判定により、両者ドロー防衛となり、スーパーウェルター級初の4団体統一王者誕生はならなかった。しかしこの試合は、競った好試合ながらカスターニョが勝っていたとの声が圧倒的に多く、実際、米国スポーツメディア「The Athletic」のマイク・コッピンガー記者が自身のTwitter上で行ったアンケートでも、カスターノ勝利支持が89.3%に対してチャーロ勝利支持は10.7%とカスターニョ勝利支持の投票が圧倒した。
以降の動向は「ジャーメル・チャーロ 対 ブライアン・カスターニョ第2戦」を参照

## 対戦カード
^Note 1 WBA・WBC・IBF・WBO世界スーパーウェルター級王座統一戦
リングマガジン世界スーパーウェルター級タイトルマッチ

^Note 2 WBA世界ライト級暫定王座タイトルマッチ（イギットが大幅な体重超過のため、イギットが勝つとタイトル移動は無しでロメロが勝てば防衛）